# Leiarius
Leiarius es un género de peces de la familia Pimelodidae en el orden de los Siluriformes. Varias de las especies del género son apreciadas en acuariofilia.

## Especies

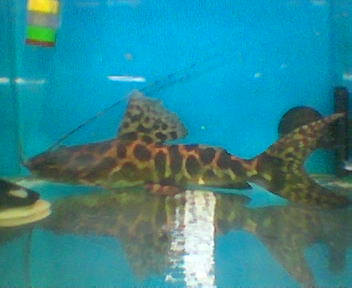
Leiarius longibarbis

Se consideran cuatro especies dentro de este género:
- Leiarius arekaima (Jardine, 1841)
- Leiarius longibarbis (Castelnau, 1855)
- Leiarius marmoratus (T. N. Gill, 1870)
- Leiarius pictus (Müller & Troschel, 1849)